# William King Sebastian
 (décembre 2023).
Si vous disposez d'ouvrages ou d'articles de référence ou si vous connaissez des sites web de qualité traitant du thème abordé ici, merci de compléter l'article en donnant les références utiles à sa vérifiabilité et en les liant à la section « Notes et références ».
Pour les articles homonymes, voir William King, King et Sebastian.
William King Sebastian, né en 1812 à Centerville dans le Tennessee et mort le 20 mai 1865 à Memphis (Tennessee), était un planteur, avocat et homme politique américain. Il est sénateur des États-Unis, représentant l'Arkansas, de 1848 à 1861.
Il se retire du Sénat au début de la guerre de Sécession avant d'être formellement démis de ses fonctions par ses pairs. Comme il ne participa pas au gouvernement de la Confédération, il fut réintégré au Sénat, à titre posthume, en 1877.
Après sa mort à Memphis en 1865, dans le Tennessee, il est enterré dans le cimetière familial dans le comté de Phillips, dans son état natal.
Le comté de Sebastian a été nommé en son hommage.